# Чемпионы мира (арт-группа)
Чемпионы мира — советская арт-группа из Москвы, существовавшая с 1986 по 1989 год и прославившаяся перформансами, акциями и картинами в неопримитивистском стиле. 

## Состав
Гия Абрамишвили, Константин Звездочетов, Борис Матросов, Константин Латышев, Андрей Яхнин; в разное время в акциях группы принимали участие: Игорь Зайдель, Вадим Фишкин, Гор Чахал (Оганесян), Владимир Шваюков и др.

## История
Образована в 1986 году компанией школьных друзей, ассоциировавших себя с бандой «Черная кошка», «без идеологии, с определёнными ритуалами», такими, как коллективное поедание банки сливового компота после уроков. Название означало, что они призваны везде быть первыми. В школе одному из участников группы Гие Абрамишвили преподавал физику редактор подпольных журналов «Ухо» и «Зеркало» Евгений Матусов, друг художников группы «Мухомор», в частности, Константина Звездочетова, который оказал большое влияние на развитие группы. «Решающую роль в нашей истории сыграла группа „Мухомор“. Благодаря ей мы не стали ни рок-группой, ни футбольной командой, ни уличной бандой, а стали „Чемпионами мира“. И самым главным было знакомство с Звездочетовым, который предложил правильную схему распределения сил», — Гия Абрамишвили.
"Проект был замыслен как пародийный, однако, в отличие от группы «Мухомор», избравшей предметом насмешек интеллектуализм и эзотерику группы «Коллективные Действия», объектом пародии «Чемпионов» стала практика современного искусства в целом… Проводились «циклопические» по своему псевдоразмаху акции, как, например, по изменению русла Волги («Волга впадает в Балтийское море, 1987), с обращением в Верховный Совет о запрете судоходства. Акционистский характер группы отчетливо проявляется и в изобразительной практике. …Художники намеренно работали на бросовых материалах, раздавай работы прямо на вернисаже».
В деятельность группы входили акции, перформансы, выставки, концерты, кино-видео фильмы, тексты. «Пародируя военно-спортивную организацию, бригадный метод работы, „чемпионы“ пишут картины по приказу (подробный приказ — вплоть до указания размера кисти, которой следует изображать ту или иную деталь — составлялся кем-нибудь из членов группы), делают коллективные картины, уничтожаемые тут же по завершении работы и т.п».
«Чемпионы мира» входили в московский «Клуб авангардистов», сотрудничали с театром Бориса Юхананова, ленинградскими «Новыми художниками», Свободной Академией и многими другими.
Группа просуществовала до конца 1988 года, в 1989—1990 годах некоторые участники продолжали создавать совместные станковые произведения. Словами художника Бориса Матросова: «… мы существовали по рок-н-ролльной легенде. За исключением того, что постоянно менялись ролями: каждый по очереди был то бас-гитаристом, то барабанщиком. Но это не помогло. Группа распалась по той же рок-н-ролльной схеме — каждый начал делать сольные пластинки».

## Избранные акции группы
1987
- Митинг роковой страсти. ул. Архипова, Москва
- Волга впадает в Балтийское море. Осташков
- Проводы — встреча. Северный речной вокзал, Москва
- Пароход-1. Выставка-акция. Во время прогулки по Москве-реке на арендованном катере «Клуб авангардистов».
- Гигиена Крыма. Ялта — Коктебель — Одесса (при участии ленинградской рок-группы «Домашняя лаборатория», Александра Петрелли, Игоря Степина, Леонида Войцехова)
- Флибустьеры — карибские грезы. Станции метро «Горьковская», «Пушкинская», «Маяковская», Москва
- Серое море. Тверской бульвар, Москва
- День рождения Гии Абрамишвили. 5 октября 1987 г. Акция.

1988
- Анти-Сотбис. Москва (при участии Гора Чахала, Кати Рыжиковой, Сергея Шутова)
- Игра в ящик. Театр-студия О.Табакова, Москва
- Комендантский час (Встреча) (серия акций). Москва (при участии Андрея Безукладникова, Гора Чахала, Кати Рыжиковой, Сергея Ануфриева)
- Смена караула. Москва (при участии Гора Чахала, Кати Рыжиковой, Сергея Шутова)
- Новые передвижники. Москва — Ленинград (при участии Гора Чахала, Игоря Зайделя)
- Революционная свадьба (Парад Армии искусств). Акция. Москва, выставочный зал у м. «Каширская». 3 мая.
- Вечер в театре-студии на Красной Пресне. Москва. 23 мая.

- Выставка в багажнике автомобиля (Новые передвижники, Искусство вавождения автомобиля). Акция. Москва — Ленинград, ГАЗ-24. 21 — 25 августа. Группа «Чемпионы мира» — Гия Абрамишвили, Борис Матросов, Гор Чахал, Игорь Зайдель.

## Групповые выставки
1986
- Искусство против коммерции (Битца за искусство), однодневная выставка-акция. Битцевский парк, Москва

1987
- Творческая атмосфера и художественный процесс. 1-я выставка Клуба авангардистов. Выставочный зал Пролетарского района на Восточной ул., Москва
- Джордано Бруно. Галерея Дмитрия Врубеля, Москва
- Выставка современного кубизма (выставка Клуба авангардистов). Галерея Дмитрия Врубеля, Москва
- Визуальная художественная культура.1-я выставка любительского объединения «Эрмитаж». Выставочный зал на Профсоюзной, 100, Москва

1987-1988
- Выставка в аду (Выставка для жителей нижнего и верхнего мира), выставка-акция Клуба авангардистов. Лесопарк в Орехово-Борисово, Москва

1988
- Баня (выставка Клуба Авангардистов). Мужское отделение Сандуновских бань, Москва
- «Игра в ящик». Театр Табакова. Москва

- Арт-рок-парад «АССА». ДК Московского электролампового завода, Москва
- Лабиринт. Московский дворец молодежи

- 2-я выставка Клуба авангардистов. Выставочный зал Пролетарского района в Пересветовом пер., Москва
- Эйдос. Московский Дворец молодежи

1989
- 18-я выставка молодых московских художников. ЦВЗ «Манеж», Москва
- Диалог. Центр Бориса Виана. Франция
- Перспективы концептуализма. КЛАВА. Пересветов пер., Москва
- Furmanny zaulek. Галерея Новицкого. Варшава, Польша

- … до 33-х. Дворец Молодежи, Москва

- Les champions du monde. Gallerie Bernard Felli, Париж

1990
- World Champions. Espace Transit, Страсбург

1991
- MANI Museum. 40 Moskauer Kuenstler im Frankfurter Karmeliterkloster. Karmelitenkloster Франфурт
- Maailmanmestarit / The World Champions. Pori Art Museum, Пори. Финляндия

1994
- Прыжок в пустоту. Художник вместо произведения. Центральный Дом художника, Москва

1995
- Kunst im Verborgenen. Nonkonformisten Russland 1957—1995. Wilhelm-Hack Museum, Людвигсхафен — Documenta-Halle, Кассель — Staatliches Lindenau Museum, Альтенбург

1998-1999
- Фауна. Выставочный зал «Новый Манеж», Москва

2000
- Динамические пары. ЦВЗ «Манеж», Москва — Нижегородский филиал ГЦСИ, Нижний Новгород — Пушкинская, 10, Петербург

2005
- Сообщники. Коллективные и интерактивные произведения в русском искусстве 1960—2000-х годов (в рамках 1-й Московской международной биеннале современного искусства). Государственная Третьяковская галерея, Москва

2007
- Будущее зависит от тебя. Коллекция Пьера-Кристиана Броше. Московский музей современного искусства

2013
- Реконструкция. Часть 1. Фонд культуры «ЕКАТЕРИНА», Москва

## Коллекции
- Государственная Третьяковская галерея, Москва.
- Коллекция Пьера-Кристиана Броше, Москва — Париж
- Коллекция Пакиты Эскофе-Миро, Париж
- Коллекция Игоря Маркина, Москва
- Коллекция Сергея Борисова, Москва
- Коллекция Вадима Захарова, Москва
- Коллекция МАНИ, Москва
- Коллекция Юрия Альберта, Москва
- Коллекция Сергея Шутова, Москва